# 银基发展
沈阳银基发展股份有限公司 （深交所：000511）是中国深圳证券交易所的一家上市公司，主营业务范围为房地产开发与经营业。
2011年，该公司主营业务收入为470177328.65元，公司净利润为32962037.79元，公司总资产为3501384040.84元。